# Andrzej Angar
Andrzej Angar, (fra) Andé Angar (ur. ok. 1759 w Paryżu, zm. 2 września 1792 w Paryżu) – błogosławiony Kościoła katolickiego, męczennik, ofiara antykatolickich prześladowań okresu rewolucji francuskiej.
Po przyjęciu święceń kapłańskich kontynuował studia teologiczne i w 1785 roku uzyskał tytuł doktora w tej dziedzinie. Działalność duszpasterską w diecezji paryskiej prowadził jako wikariusz w Saint-Sauveur.  W okresie gdy w rewolucyjnej Francji nasiliło się prześladowanie katolików, odmówił złożenia przysięgi na cywilną konstytucję kleru. Aresztowanego, przewieziono do klasztoru karmelitów, gdzie 2 września 1792 roku został zamordowany na terenie klasztoru karmelitów. Był jednym z oddanych przez komisarza Violette`a w ręce zgromadzonego tłumu odmawiających złożenia przysięgi na cywilną konstytucję kleru, zasieczonych szablami i bagnetami, a którzy uszli z rozpoczętej wcześniej masakry w ogrodzie. Ofiary mordu zostały pochowane w zbiorowych mogiłach na terenie cmentarza Vaugirard, część z nich wrzucono do studni klasztornej, a po ekshumacji w 1867 roku ich relikwie spoczęły w krypcie kościoła karmelitów.
Andrzej Angar był jedną z ofiar tak zwanych masakr wrześniowych, w których zginęło 300 duchownych, ofiar nienawiści do wiary (łac) odium fidei.
Dzienna rocznica śmierci jest dniem kiedy wspominany jest w Kościele katolickim.
Andrzej Angar znalazł się w grupie 191 męczenników z Paryża beatyfikowanych przez papieża Piusa XI 17 października 1926.